# Mentor (Minnesota)
Mentor es una ciudad situada en el condado de Polk, Minnesota, Estados Unidos. Tiene una población estimada, a mediados de 2023, de 101 habitantes.

## Historia
La oficina de correos de Mentor ha estado en funcionamiento desde 1882. La ciudad recibió su nombre de Mentor (Ohio).

## Geografía
La localidad está ubicada en las coordenadas 47°41′48″N 96°8′39″O / 47.69667, -96.14417. Según la Oficina del Censo, tiene una superficie de 4.93 km², correspondientes en su totalidad a tierra firme.

## Demografía
Según el censo de 2020, en ese momento había 104 personas residiendo en la localidad. La densidad de población era de 21.10 hab./km². El 96.15% de los habitantes eran blancos, el 2.88% eran amerindios y el 0.96% era una mezcla de razas. No había hispanos o latinos residiendo en la zona.